# (5187) Domon
(5187) Domon est un astéroïde de la ceinture principale.

## Description
(5187) Domon est un astéroïde de la ceinture principale. Il fut découvert le 15 octobre 1990 à Kitami par Kin Endate et Kazuro Watanabe. Il présente une orbite caractérisée par un demi-grand axe de 2,93 UA, une excentricité de 0,07 et une inclinaison de 3,0° par rapport à l'écliptique.

## Compléments